# CEV Champions League 2020-2021 (maschile)
La CEV Champions League 2020-2021 è svolta dal 22 settembre 2020 al 1º maggio 2021: al torneo hanno partecipato trentasei squadre di club europee e la vittoria finale è andata per la prima volta allo ZAKSA.

## Formula

### Sistema di qualificazione
Ha potuto partecipare alla CEV Champions League 2020-21 almeno una squadra per ognuna delle 56 federazioni nazionali che ne hanno fatto richiesta. Secondo il Ranking CEV, basato sui risultati di tutte le formazioni affiliate alla medesima federazione nazionale delle ultime tre edizioni della massima competizione europea, alcune federazioni hanno potuto beneficiare della possibilità di iscrivere alla competizione più squadre e di evitare ad una o più formazioni la disputa dei turni preliminari, consentendone l'accesso al torneo direttamente dalla fase a gironi. In particolare:
- 3 squadre direttamente ai gironi:  Italia,  Polonia e  Russia
- 2 squadre ai gironi:  Belgio,  Germania e  Turchia
- 1 squadra ai gironi:  Francia,  Rep. Ceca e  Slovenia

Alla luce dell'interruzione anticipata dei campionati nazionali nella stagione 2019-20, la CEV ha consentito inoltre la possibilità per ogni federazione nazionale di iscrivere un'ulteriore formazione alla competizione, con accesso alle fasi di qualificazione preliminari, a patto che questa abbia concluso l'ultimo campionato almeno al quinto posto e che nelle ultime tre stagioni abbia partecipato ad almeno due edizioni della Champions League, con priorità nell'iscrizione in funzione del ranking.
Si sono iscritte ed hanno partecipato alla manifestazione trentaquattro squadre per un totale di ventuno federazioni rappresentate.

### Regolamento
Le fasi di inizio nel torneo per le varie squadre sono state stabilite in base al Ranking CEV e all'eventuale iscrizione della formazione su suggerimento della federazione nazionale.
Diciotto squadre hanno disputato una fase preliminare in due turni successivi a gironi, ciascuno costituito da tre squadre, che avrebbero dovuto incontrarsi per in tre round-robin, ciascuno dei quali ospitato da una di esse; a causa della recrudescenza della pandemia di COVID-19 e delle limitazioni connesse agli spostamenti delle formazioni, la formula è stata rivista limitando ad uno o due, in una sola sede di gioco, i round-robin.
Le squadre sconfitte nei turni preliminari sono state relegate in Coppa CEV 2020-21, mentre le 
due vincitrici della fase preliminare e le migliori diciotto squadre continentali hanno disputato la fase a gironi, strutturata con formula del girone all'italiana a doppio turno.
Sempre per effetto della pandemia di COVID-19, è stata rivista anche la formula di questa seconda fase: anziché incontri di andata e ritorno, sono stati organizzati tornei all'italiana in due "bolle biosicure" per ogni girone dove sono state disputate rispettivamente tutte le partite del girone di andata e tutte quelle del girone di ritorno, riducendo il numero di viaggi.
La prima classificata di ogni girone e le tre migliori seconde classificate si sono qualificate alla fase ad eliminazione diretta, organizzata in quarti di finale, semifinali (entrambi organizzati con gare di andata e ritorno e la disputa di un golden set in caso di parità di punti dopo le due partite) e finale, quest'ultima disputata in gara unica.

### Criteri di classifica
Se il risultato finale è stato di 3-0 o 3-1 sono stati assegnati 3 punti alla squadra vincente e 0 a quella sconfitta, se il risultato finale è stato di 3-2 sono stati assegnati 2 punti alla squadra vincente e 1 a quella sconfitta.
L'ordine del posizionamento in classifica è stato definito in base a:
- Numero di partite vinte;
- Punti;
- Ratio dei set vinti/persi;
- Ratio dei punti realizzati/subiti;
- Risultato degli scontri diretti[9].

## Squadre partecipanti
| - Erzeni - Aich/Dob - Aalst - Maaseik - Roeselare - Budaŭnik Minsk - Šachcër Salihorsk - Neftohimik - HAOK Mladost | - Mladost Kaštela - Vammalan - Tours - Charlottenburg - Friedrichshafen - Polonia London - Lube - Modena - Sir Safety Perugia | - Trentino - Dynamo Apeldoorn - Jastrzębski Węgiel - Projekt Warszawa - Skra Bełchatów - ZAKSA - Karlovarsko - Arcada Galați - Dinamo Mosca | - Kuzbass - Lokomotiv Novosibirsk - Zenit-Kazan - Vojvodina - ACH Volley - Amriswil - Arkas - Fenerbahçe - Kaposvár |

## Torneo

### Primo turno
Gli accoppiamenti fra le squadre per il primo turno e gli abbinamenti per i turni successivi sono stati sorteggiati il 21 agosto 2020 a Lussemburgo.

#### Girone A

##### Risultati
| 22 settembre 2020 Dom odbojke Bojan Stranić, Zagabria Durata: 0h:00 - Spettatori: 0 | Erzeni       | 3 - 0 | HAOK Mladost | 25-0, 25-0, 25-0    |
| 23 settembre 2020 Dom odbojke Bojan Stranić, Zagabria Durata: 1h:05 - Spettatori: ? | Kaposvár     | 3 - 0 | Erzeni       | 25-16, 25-19, 25-19 |
| 24 settembre 2020 Dom odbojke Bojan Stranić, Zagabria Durata: 0h:00 - Spettatori: 0 | HAOK Mladost | 0 - 3 | Kaposvár     | 0-25, 0-25, 0-25    |
| 24 settembre 2020 Dom odbojke Bojan Stranić, Zagabria Durata: 0h:56 - Spettatori: ? | Erzeni       | 0 - 3 | Kaposvár     | 18-25, 16-25, 15-25 |
| 30 settembre 2020 Kaposvár Aréna, Kaposvár Durata: 0h:00 - Spettatori: 0            | HAOK Mladost | 0 - 3 | Erzeni       | 0-25, 0-25, 0-25    |
| 1º ottobre 2020 Kaposvár Aréna, Kaposvár Durata: 0h:00 - Spettatori: 0              | Kaposvár     | 3 - 0 | HAOK Mladost | 25-0, 25-0, 25-0    |

##### Classifica
| Pos. | Squadra      | Pt | G | V | P | SV | SP | Ratio | PF  | PS  | Ratio |
| ---- | ------------ | -- | - | - | - | -- | -- | ----- | --- | --- | ----- |
| 1.   | Kaposvár     | 12 | 4 | 4 | 0 | 12 | 0  | MAX   | 300 | 103 | 2,913 |
| 2.   | Erzeni       | 6  | 4 | 2 | 2 | 6  | 6  | 1,000 | 253 | 150 | 1,687 |
| 3.   | HAOK Mladost | 0  | 4 | 0 | 4 | 0  | 12 | 0,000 | 0   | 300 | 0,000 |

      Qualificata al secondo turno.
      Relegata in Coppa CEV.

#### Girone B

##### Risultati
| 22 settembre 2020 Sala Sporturilor Dunărea, Galați Durata: 0h:00 - Spettatori: 0 | Mladost Kaštela | 0 - 3 | Arcada Galați   | 0-25, 0-25, 0-25.                 |
| 23 settembre 2020 Sala Sporturilor Dunărea, Galați Durata: 1h:03 - Spettatori: ? | Vammalan        | 3 - 0 | Mladost Kaštela | 25-10, 25-22, 25-17               |
| 24 settembre 2020 Sala Sporturilor Dunărea, Galați Durata: 2h:07 - Spettatori: ? | Arcada Galați   | 3 - 2 | Vammalan        | 28-26, 18-25, 25-13, 23-25, 20-18 |

##### Classifica
| Pos. | Squadra         | Pt | G | V | P | SV | SP | Ratio | PF  | PS  | Ratio |
| ---- | --------------- | -- | - | - | - | -- | -- | ----- | --- | --- | ----- |
| 1.   | Arcada Galați   | 5  | 2 | 2 | 0 | 6  | 2  | 3,000 | 189 | 107 | 1,766 |
| 2.   | Vammalan        | 4  | 2 | 1 | 1 | 5  | 3  | 1,667 | 182 | 163 | 1,117 |
| 3.   | Mladost Kaštela | 0  | 2 | 0 | 2 | 0  | 6  | 0,000 | 49  | 150 | 0,327 |

      Qualificata al secondo turno.
      Relegata in Coppa CEV.

#### Girone C

##### Risultati
| 22 settembre 2020 Hala Sportowa, Jastrzębie-Zdrój Durata: 1h:15 - Spettatori: 342 | Budaŭnik Minsk     | 0 - 3 | Jastrzębski Węgiel | 25-27, 24-26, 14-25 |
| 23 settembre 2020 Hala Sportowa, Jastrzębie-Zdrój Durata: 1h:07 - Spettatori: 74  | Dynamo Apeldoorn   | 3 - 0 | Budaŭnik Minsk     | 25-23, 25-16, 25-18 |
| 24 settembre 2020 Hala Sportowa, Jastrzębie-Zdrój Durata: 1h:01 - Spettatori: 421 | Jastrzębski Węgiel | 3 - 0 | Dynamo Apeldoorn   | 25-20, 25-16, 25-17 |

##### Classifica
| Pos. | Squadra            | Pt | G | V | P | SV | SP | Ratio | PF  | PS  | Ratio |
| ---- | ------------------ | -- | - | - | - | -- | -- | ----- | --- | --- | ----- |
| 1.   | Jastrzębski Węgiel | 6  | 2 | 2 | 0 | 6  | 0  | MAX   | 153 | 116 | 1,319 |
| 2.   | Dynamo Apeldoorn   | 3  | 2 | 1 | 1 | 3  | 3  | 1,000 | 128 | 132 | 0,970 |
| 3.   | Budaŭnik Minsk     | 0  | 2 | 0 | 2 | 0  | 6  | 0,000 | 120 | 153 | 0,784 |

      Qualificata al secondo turno.
      Relegata in Coppa CEV.

#### Girone D

##### Risultati
| 27 settembre 2020 JUFA Arena, Bleiburg Durata: 1h:47 - Spettatori: 280 | Neftohimik   | 1 - 3 | Aich/Dob     | 22-25, 19-25, 25-16, 20-25        |
| 28 settembre 2020 JUFA Arena, Bleiburg Durata: 1h:59 - Spettatori: 200 | Dinamo Mosca | 3 - 1 | Neftohimik   | 25-21, 32-30, 21-25, 25-22        |
| 29 settembre 2020 JUFA Arena, Bleiburg Durata: 1h:45 - Spettatori: 286 | Aich/Dob     | 1 - 3 | Dinamo Mosca | 23-25, 17-25, 25-17, 22-25        |
| 30 settembre 2020 JUFA Arena, Bleiburg Durata: 2h:03 - Spettatori: 200 | Aich/Dob     | 2 - 3 | Neftohimik   | 20-25, 25-13, 25-21, 18-25, 13-15 |
| 1º ottobre 2020 JUFA Arena, Bleiburg Durata: 1h:36 - Spettatori: 106   | Neftohimik   | 1 - 3 | Dinamo Mosca | 19-25, 23-25, 32-30, 11-25        |
| 2 ottobre 2020 JUFA Arena, Bleiburg Durata: 1h:10 - Spettatori: 266    | Dinamo Mosca | 3 - 0 | Aich/Dob     | 25-17, 25-17, 25-21               |

##### Classifica
| Pos. | Squadra      | Pt | G | V | P | SV | SP | Ratio | PF  | PS  | Ratio |
| ---- | ------------ | -- | - | - | - | -- | -- | ----- | --- | --- | ----- |
| 1.   | Dinamo Mosca | 12 | 4 | 4 | 0 | 12 | 3  | 4,000 | 375 | 325 | 1,154 |
| 2.   | Aich/Dob     | 4  | 4 | 1 | 3 | 6  | 10 | 0,600 | 334 | 352 | 0,949 |
| 3.   | Neftohimik   | 2  | 4 | 1 | 3 | 6  | 11 | 0,545 | 368 | 400 | 0,920 |

      Qualificata al secondo turno.
      Relegata in Coppa CEV.

#### Girone E

##### Risultati
| 6 ottobre 2020 Sporthalle Tellenfeld, Amriswil Durata: 1h:56 - Spettatori: 365 | Šachcër Salihorsk | 2 - 3 | Amriswil          | 22-25, 18-25, 25-13, 25-16, 8-15  |
| 7 ottobre 2020 Sporthalle Tellenfeld, Amriswil Durata: 2h:09 - Spettatori: 243 | Maaseik           | 2 - 3 | Šachcër Salihorsk | 25-23, 18-25, 25-23, 24-26, 14-16 |
| 8 ottobre 2020 Sporthalle Tellenfeld, Amriswil Durata: 1h:40 - Spettatori: 493 | Amriswil          | 3 - 1 | Maaseik           | 25-21, 21-25, 25-16, 25-20        |

##### Classifica
| Pos. | Squadra           | Pt | G | V | P | SV | SP | Ratio | PF  | PS  | Ratio |
| ---- | ----------------- | -- | - | - | - | -- | -- | ----- | --- | --- | ----- |
| 1.   | Amriswil          | 5  | 2 | 2 | 0 | 6  | 3  | 2,000 | 190 | 180 | 1,056 |
| 2.   | Šachcër Salihorsk | 3  | 2 | 1 | 1 | 5  | 5  | 1,000 | 211 | 200 | 1,055 |
| 3.   | Maaseik           | 1  | 2 | 0 | 2 | 3  | 6  | 0,500 | 188 | 209 | 0,900 |

      Qualificata al secondo turno.
      Relegata in Coppa CEV.

#### Girone F

##### Risultati
| 29 settembre 2020 PalaTrento, Trento Durata: 1h:08 - Spettatori: 497 | Polonia London | 0 - 3 | Trentino       | 16-25, 17-25, 15-25        |
| 30 settembre 2020 PalaTrento, Trento Durata: 1h:49 - Spettatori: 150 | Vojvodina      | 3 - 1 | Polonia London | 21-25, 25-21, 25-23, 25-18 |
| 1º ottobre 2020 PalaTrento, Trento Durata: 1h:10 - Spettatori: 497   | Trentino       | 3 - 0 | Vojvodina      | 25-19, 25-20, 25-18        |

##### Classifica
| Pos. | Squadra        | Pt | G | V | P | SV | SP | Ratio | PF  | PS  | Ratio |
| ---- | -------------- | -- | - | - | - | -- | -- | ----- | --- | --- | ----- |
| 1.   | Trentino       | 6  | 2 | 2 | 0 | 6  | 0  | MAX   | 150 | 105 | 1,429 |
| 2.   | Vojvodina      | 3  | 2 | 1 | 1 | 3  | 4  | 0,750 | 153 | 162 | 0,944 |
| 3.   | Polonia London | 0  | 2 | 0 | 2 | 1  | 6  | 0,167 | 135 | 171 | 0,789 |

      Qualificata al secondo turno.
      Relegata in Coppa CEV.

### Secondo turno

#### Girone G

##### Risultati
| 10 novembre 2020 Sala Sporturilor Dunărea, Galați Durata: 0h:00 - Spettatori: 0 | Arcada Galați      | 3 - 0 | Kaposvár           | 25-0, 25-0, 25-0    |
| 11 novembre 2020 Sala Sporturilor Dunărea, Galați Durata: 0h:00 - Spettatori: 0 | Kaposvár           | 0 - 3 | Jastrzębski Węgiel | 0-25, 0-25, 0-25    |
| 12 novembre 2020 Sala Sporturilor Dunărea, Galați Durata: 1h:11 - Spettatori: ? | Jastrzębski Węgiel | 3 - 0 | Arcada Galați      | 25-18, 25-16, 25-17 |

##### Classifica
| Pos. | Squadra            | Pt | G | V | P | SV | SP | Ratio | PF  | PS  | Ratio |
| ---- | ------------------ | -- | - | - | - | -- | -- | ----- | --- | --- | ----- |
| 1.   | Jastrzębski Węgiel | 6  | 2 | 2 | 0 | 6  | 0  | MAX   | 150 | 51  | 2,941 |
| 2.   | Arcada Galați      | 3  | 2 | 1 | 1 | 3  | 3  | 1,000 | 126 | 75  | 1,680 |
| 3.   | Kaposvár           | 0  | 2 | 0 | 2 | 0  | 6  | 0,000 | 0   | 150 | 0,000 |

      Qualificata alla fase a gironi.
      Relegata in Coppa CEV.

#### Girone H

##### Risultati
| 27 ottobre 2020 Sporthalle Tellenfeld, Amriswil Durata: 1h:17 - Spettatori: 508 | Amriswil     | 0 - 3 | Dinamo Mosca | 20-25, 21-25, 18-25 |
| 28 ottobre 2020 Sporthalle Tellenfeld, Amriswil Durata: 1h:07 - Spettatori: 452 | Dinamo Mosca | 0 - 3 | Trentino     | 18-25, 13-25, 16-25 |
| 29 ottobre 2020 Sporthalle Tellenfeld, Amriswil Durata: 1h:09 - Spettatori: 50  | Trentino     | 3 - 0 | Amriswil     | 25-19, 25-22, 25-18 |

##### Classifica
| Pos. | Squadra      | Pt | G | V | P | SV | SP | Ratio | PF  | PS  | Ratio |
| ---- | ------------ | -- | - | - | - | -- | -- | ----- | --- | --- | ----- |
| 1.   | Trentino     | 6  | 2 | 2 | 0 | 6  | 0  | MAX   | 150 | 106 | 1,415 |
| 2.   | Dinamo Mosca | 3  | 2 | 1 | 1 | 3  | 3  | 1,000 | 122 | 134 | 0,910 |
| 3.   | Amriswil     | 0  | 2 | 0 | 2 | 0  | 6  | 0,000 | 118 | 150 | 0,787 |

      Qualificata alla fase a gironi.
      Relegata in Coppa CEV.

### Fase a gironi
I gironi sono stati sorteggiati il 21 agosto 2020 a Lussemburgo.
| Girone A       | Girone B           | Girone C           | Girone D         | Girone E              |
| -------------- | ------------------ | ------------------ | ---------------- | --------------------- |
| ZAKSA          | Lube               | Zenit-Kazan        | Modena           | Lokomotiv Novosibirsk |
| Fenerbahçe     | Arkas              | Charlottenburg     | Projekt Warszawa | Friedrichshafen       |
| Aalst          | Tours              | ACH Volley         | Roeselare        | Karlovarsko           |
| Skra Bełchatów | Sir Safety Perugia | Jastrzębski Węgiel | Kuzbass          | Trentino              |

#### Girone A

##### Risultati
| 8 dicembre 2020 Hala Azoty, Kędzierzyn-Koźle Durata: 1h:53 - Spettatori: ?  | Aalst          | 2 - 3 | Fenerbahçe     | 25-20, 22-25, 21-25, 25-17, 9-15  |
| 8 dicembre 2020 Hala Azoty, Kędzierzyn-Koźle Durata: 1h:20 - Spettatori: ?  | Skra Bełchatów | 0 - 3 | ZAKSA          | 21-25, 19-25, 19-25               |
| 9 dicembre 2020 Hala Azoty, Kędzierzyn-Koźle Durata: 1h:17 - Spettatori: ?  | Fenerbahçe     | 0 - 3 | ZAKSA          | 21-25, 20-25, 13-25               |
| 9 dicembre 2020 Hala Azoty, Kędzierzyn-Koźle Durata: 1h:03 - Spettatori: ?  | Aalst          | 0 - 3 | Skra Bełchatów | 16-25, 17-25, 16-25               |
| 10 dicembre 2020 Hala Azoty, Kędzierzyn-Koźle Durata: 1h:09 - Spettatori: ? | ZAKSA          | 3 - 0 | Aalst          | 25-19, 25-19, 25-17               |
| 10 dicembre 2020 Hala Azoty, Kędzierzyn-Koźle Durata: 1h:49 - Spettatori: ? | Fenerbahçe     | 1 - 3 | Skra Bełchatów | 18-25, 21-25, 25-23, 21-25        |
| 26 gennaio 2021 Hala Energia, Bełchatów Durata: 1h:09 - Spettatori: ?       | Aalst          | 0 - 3 | Fenerbahçe     | 14-25, 19-25, 19-25               |
| 26 gennaio 2021 Hala Energia, Bełchatów Durata: 2h:08 - Spettatori: ?       | Skra Bełchatów | 2 - 3 | ZAKSA          | 23-25, 25-21, 20-25, 25-19, 10-15 |
| 27 gennaio 2021 Hala Energia, Bełchatów Durata: 1h:13 - Spettatori: ?       | Fenerbahçe     | 0 - 3 | ZAKSA          | 23-25, 18-25, 18-25               |
| 27 gennaio 2021 Hala Energia, Bełchatów Durata: 1h:38 - Spettatori: ?       | Aalst          | 1 - 3 | Skra Bełchatów | 25-17, 20-25, 18-25, 20-25        |
| 28 gennaio 2021 Hala Energia, Bełchatów Durata: 1h:33 - Spettatori: ?       | ZAKSA          | 3 - 1 | Aalst          | 21-25, 25-16, 25-15, 25-19        |
| 28 gennaio 2021 Hala Energia, Bełchatów Durata: 1h:43 - Spettatori: ?       | Fenerbahçe     | 1 - 3 | Skra Bełchatów | 25-22, 20-25, 18-25, 20-25        |

##### Classifica
| Pos. | Squadra        | Pt | G | V | P | SV | SP | Ratio | PF  | PS  | Ratio |
| ---- | -------------- | -- | - | - | - | -- | -- | ----- | --- | --- | ----- |
| 1.   | ZAKSA          | 17 | 6 | 6 | 0 | 18 | 3  | 6,000 | 501 | 405 | 1,237 |
| 2.   | Skra Bełchatów | 13 | 6 | 4 | 2 | 14 | 9  | 1,556 | 524 | 480 | 1,092 |
| 3.   | Fenerbahçe     | 5  | 6 | 2 | 4 | 8  | 14 | 0,571 | 458 | 499 | 0,918 |
| 4.   | Aalst          | 1  | 6 | 0 | 6 | 4  | 18 | 0,222 | 416 | 515 | 0,808 |

      Qualificata ai quarti di finale.

#### Girone B

##### Risultati
| 8 dicembre 2020 Salle Robert-Grenon, Tours Durata: 1h:59 - Spettatori: ?  | Lube               | 3 - 1 | Sir Safety Perugia | 25-22, 22-25, 25-20, 25-23 |
| 8 dicembre 2020 Salle Robert-Grenon, Tours Durata: 0h:00 - Spettatori: 0  | Arkas              | 0 - 3 | Tours              | 0-25, 0-25, 0-25           |
| 9 dicembre 2020 Salle Robert-Grenon, Tours Durata: 1h:27 - Spettatori: ?  | Tours              | 0 - 3 | Lube               | 21-25, 23-25, 23-25        |
| 9 dicembre 2020 Salle Robert-Grenon, Tours Durata: 0h:00 - Spettatori: 0  | Sir Safety Perugia | 3 - 0 | Arkas              | 25-0, 25-0, 25-0           |
| 10 dicembre 2020 Salle Robert-Grenon, Tours Durata: 0h:00 - Spettatori: 0 | Arkas              | 0 - 3 | Lube               | 0-25, 0-25, 0-25           |
| 10 dicembre 2020 Salle Robert-Grenon, Tours Durata: 1h:17 - Spettatori: ? | Sir Safety Perugia | 3 - 0 | Tours              | 25-19, 25-22, 25-22        |
| 9 febbraio 2021 PalaEvangelisti, Perugia Durata: 1h:42 - Spettatori: ?    | Lube               | 3 - 1 | Tours              | 22-25, 25-20, 25-21, 25-15 |
| 9 febbraio 2021 PalaEvangelisti, Perugia Durata: 0h:00 - Spettatori: 0    | Arkas              | 0 - 3 | Sir Safety Perugia | 0-25, 0-25, 0-25           |
| 10 febbraio 2021 PalaEvangelisti, Perugia Durata: 1h:22 - Spettatori: ?   | Sir Safety Perugia | 3 - 0 | Lube               | 25-21, 25-18, 25-21        |
| 10 febbraio 2021 PalaEvangelisti, Perugia Durata: 0h:00 - Spettatori: 0   | Tours              | 3 - 0 | Arkas              | 25-0, 25-0, 25-0           |
| 11 febbraio 2021 PalaEvangelisti, Perugia Durata: 0h:00 - Spettatori: 0   | Lube               | 3 - 0 | Arkas              | 25-0, 25-0, 25-0           |
| 11 febbraio 2021 PalaEvangelisti, Perugia Durata: 1h:35 - Spettatori: ?   | Tours              | 1 - 3 | Sir Safety Perugia | 25-18, 15-25, 14-25, 21-25 |

##### Classifica
| Pos. | Squadra            | Pt | G | V | P | SV | SP | Ratio | PF  | PS  | Ratio |
| ---- | ------------------ | -- | - | - | - | -- | -- | ----- | --- | --- | ----- |
| 1.   | Sir Safety Perugia | 15 | 6 | 5 | 1 | 16 | 4  | 4,000 | 483 | 295 | 1,637 |
| 2.   | Lube               | 15 | 6 | 5 | 1 | 15 | 5  | 3,000 | 479 | 313 | 1,530 |
| 3.   | Tours              | 6  | 6 | 2 | 4 | 8  | 12 | 0,667 | 436 | 340 | 1,282 |
| 4.   | Arkas              | 0  | 6 | 0 | 6 | 0  | 18 | 0,000 | 0   | 450 | 0,000 |

      Qualificata ai quarti di finale.

#### Girone C

##### Risultati
| 8 dicembre 2020 Max-Schmeling-Halle, Berlino Durata: 1h:25 - Spettatori: ?                 | ACH Volley         | 0 - 3 | Charlottenburg     | 20-25, 23-25, 21-25        |
| 8 dicembre 2020 Max-Schmeling-Halle, Berlino Durata: 0h:00 - Spettatori: 0                 | Jastrzębski Węgiel | 0 - 3 | Zenit-Kazan        | 0-25, 0-25, 0-25           |
| 9 dicembre 2020 Max-Schmeling-Halle, Berlino Durata: 1h:06 - Spettatori: ?                 | Charlottenburg     | 0 - 3 | Zenit-Kazan        | 21-25, 19-25, 18-25        |
| 9 dicembre 2020 Max-Schmeling-Halle, Berlino Durata: 0h:00 - Spettatori: 0                 | ACH Volley         | 3 - 0 | Jastrzębski Węgiel | 25-0, 25-0, 25-0           |
| 10 dicembre 2020 Max-Schmeling-Halle, Berlino Durata: 1h:57 - Spettatori: ?                | Zenit-Kazan        | 3 - 1 | ACH Volley         | 25-16, 19-25, 25-23, 28-26 |
| 10 dicembre 2020 Max-Schmeling-Halle, Berlino Durata: 0h:00 - Spettatori: 0                | Charlottenburg     | 3 - 0 | Jastrzębski Węgiel | 25-0, 25-0, 25-0           |
| 9 febbraio 2021 Centr volejbola Sankt-Peterburg, Kazan' Durata: 1h:10 - Spettatori: 150    | ACH Volley         | 0 - 3 | Charlottenburg     | 19-25, 20-25, 13-25        |
| 9 febbraio 2021 Centr volejbola Sankt-Peterburg, Kazan' Durata: 0h:00 - Spettatori: 0      | Jastrzębski Węgiel | 0 - 3 | Zenit-Kazan        | 0-25, 0-25, 0-25           |
| 10 febbraio 2021 Centr volejbola Sankt-Peterburg, Kazan' Durata: 1h:06 - Spettatori: 1 300 | Charlottenburg     | 0 - 3 | Zenit-Kazan        | 18-25, 16-25, 14-25        |
| 10 febbraio 2021 Centr volejbola Sankt-Peterburg, Kazan' Durata: 0h:00 - Spettatori: 0     | ACH Volley         | 3 - 0 | Jastrzębski Węgiel | 25-0, 25-0, 25-0           |
| 11 febbraio 2021 Centr volejbola Sankt-Peterburg, Kazan' Durata: 1h:48 - Spettatori: 1 200 | Zenit-Kazan        | 3 - 1 | ACH Volley         | 25-21, 20-25, 25-20, 25-20 |
| 11 febbraio 2021 Centr volejbola Sankt-Peterburg, Kazan' Durata: 0h:00 - Spettatori: 0     | Charlottenburg     | 3 - 0 | Jastrzębski Węgiel | 25-0, 25-0, 25-0           |

##### Classifica
| Pos. | Squadra            | Pt | G | V | P | SV | SP | Ratio | PF  | PS  | Ratio |
| ---- | ------------------ | -- | - | - | - | -- | -- | ----- | --- | --- | ----- |
| 1.   | Zenit-Kazan        | 18 | 6 | 6 | 0 | 18 | 2  | 9,000 | 492 | 282 | 1,745 |
| 2.   | Charlottenburg     | 12 | 6 | 4 | 2 | 12 | 6  | 2,000 | 406 | 266 | 1,526 |
| 3.   | ACH Volley         | 6  | 6 | 2 | 4 | 8  | 12 | 0,667 | 442 | 342 | 1,292 |
| 4.   | Jastrzębski Węgiel | 0  | 6 | 0 | 6 | 0  | 18 | 0,000 | 0   | 450 | 0,000 |

      Qualificata ai quarti di finale.

#### Girone D

##### Risultati
| 15 dicembre 2020 Sporthal Schiervelde, Roeselare Durata: 1h:13 - Spettatori: ? | Roeselare        | 0 - 3 | Projekt Warszawa | 18-25, 24-26, 19-25               |
| 15 dicembre 2020 Sporthal Schiervelde, Roeselare Durata: 2h:05 - Spettatori: ? | Kuzbass          | 1 - 3 | Modena           | 23-25, 19-25, 25-22, 28-30        |
| 16 dicembre 2020 Sporthal Schiervelde, Roeselare Durata: 1h:20 - Spettatori: ? | Projekt Warszawa | 0 - 3 | Modena           | 21-25, 17-25, 24-26               |
| 16 dicembre 2020 Sporthal Schiervelde, Roeselare Durata: 1h:19 - Spettatori: ? | Roeselare        | 0 - 3 | Kuzbass          | 24-26, 16-25, 20-25               |
| 17 dicembre 2020 Sporthal Schiervelde, Roeselare Durata: 1h:44 - Spettatori: ? | Modena           | 3 - 2 | Roeselare        | 25-27, 25-19, 22-25, 25-22, 15-11 |
| 17 dicembre 2020 Sporthal Schiervelde, Roeselare Durata: 1h:26 - Spettatori: ? | Projekt Warszawa | 3 - 0 | Kuzbass          | 25-22, 25-22, 25-16               |
| 9 febbraio 2021 PalaPanini, Modena Durata: 1h:38 - Spettatori: ?               | Roeselare        | 1 - 3 | Projekt Warszawa | 25-20, 19-25, 20-25, 18-25        |
| 9 febbraio 2021 PalaPanini, Modena Durata: 1h:23 - Spettatori: ?               | Kuzbass          | 0 - 3 | Modena           | 22-25, 15-25, 21-25               |
| 10 febbraio 2021 PalaPanini, Modena Durata: 2h:07 - Spettatori: ?              | Projekt Warszawa | 3 - 2 | Modena           | 20-25, 27-25, 22-25, 25-18, 15-10 |
| 10 febbraio 2021 PalaPanini, Modena Durata: 1h:34 - Spettatori: ?              | Roeselare        | 3 - 1 | Kuzbass          | 18-25, 25-20, 25-20, 25-17        |
| 11 febbraio 2021 PalaPanini, Modena Durata: 1h:22 - Spettatori: ?              | Modena           | 0 - 3 | Roeselare        | 22-25, 21-25, 22-25               |
| 11 febbraio 2021 PalaPanini, Modena Durata: 1h:53 - Spettatori: ?              | Projekt Warszawa | 2 - 3 | Kuzbass          | 23-25, 25-21, 18-25, 25-19, 5-15  |

##### Classifica
| Pos. | Squadra          | Pt | G | V | P | SV | SP | Ratio | PF  | PS  | Ratio |
| ---- | ---------------- | -- | - | - | - | -- | -- | ----- | --- | --- | ----- |
| 1.   | Modena           | 12 | 6 | 4 | 2 | 14 | 9  | 1,556 | 533 | 503 | 1,060 |
| 2.   | Projekt Warszawa | 12 | 6 | 4 | 2 | 14 | 9  | 1,556 | 513 | 487 | 1,053 |
| 3.   | Roeselare        | 7  | 6 | 2 | 4 | 9  | 13 | 0,692 | 475 | 506 | 0,939 |
| 4.   | Kuzbass          | 5  | 6 | 2 | 4 | 8  | 14 | 0,571 | 476 | 501 | 0,950 |

      Qualificata ai quarti di finale.

#### Girone E

##### Risultati
| 1º dicembre 2020 PalaTrento, Trento Durata: 1h:35 - Spettatori: ?                     | Karlovarsko           | 1 - 3 | Friedrichshafen       | 14-25, 22-25, 25-23, 16-25        |
| 1º dicembre 2020 PalaTrento, Trento Durata: 2h:14 - Spettatori: ?                     | Trentino              | 3 - 2 | Lokomotiv Novosibirsk | 21-25, 23-25, 25-23, 25-23, 15-2  |
| 2 dicembre 2020 PalaTrento, Trento Durata: 1h:21 - Spettatori: ?                      | Friedrichshafen       | 3 - 0 | Lokomotiv Novosibirsk | 25-20, 25-23, 25-22               |
| 2 dicembre 2020 PalaTrento, Trento Durata: 1h:37 - Spettatori: ?                      | Karlovarsko           | 1 - 3 | Trentino              | 25-19, 18-25, 18-25, 20-25        |
| 3 dicembre 2020 PalaTrento, Trento Durata: 1h:40 - Spettatori: ?                      | Lokomotiv Novosibirsk | 3 - 1 | Karlovarsko           | 25-19, 25-27, 25-18, 25-22        |
| 3 dicembre 2020 PalaTrento, Trento Durata: 1h:12 - Spettatori: ?                      | Friedrichshafen       | 0 - 3 | Trentino              | 19-25, 18-25, 18-25               |
| 9 febbraio 2021 Zeppelin CAT Halle A1, Friedrichshafen Durata: 0h:00 - Spettatori: 0  | Karlovarsko           | 3 - 0 | Friedrichshafen       | 25-0, 25-0, 25-0                  |
| 9 febbraio 2021 Zeppelin CAT Halle A1, Friedrichshafen Durata: 1h:15 - Spettatori: ?  | Trentino              | 3 - 0 | Lokomotiv Novosibirsk | 25-19, 25-20, 25-15               |
| 10 febbraio 2021 Zeppelin CAT Halle A1, Friedrichshafen Durata: 0h:00 - Spettatori: 0 | Friedrichshafen       | 0 - 3 | Lokomotiv Novosibirsk | 0-25, 0-25, 0-25                  |
| 10 febbraio 2021 Zeppelin CAT Halle A1, Friedrichshafen Durata: 1h:45 - Spettatori: ? | Karlovarsko           | 1 - 3 | Trentino              | 22-25, 25-23, 20-25, 22-25        |
| 11 febbraio 2021 Zeppelin CAT Halle A1, Friedrichshafen Durata: 2h:22 - Spettatori: ? | Lokomotiv Novosibirsk | 3 - 2 | Karlovarsko           | 25-20, 29-31, 27-29, 25-23, 15-13 |
| 11 febbraio 2021 Zeppelin CAT Halle A1, Friedrichshafen Durata: 0h:00 - Spettatori: 0 | Friedrichshafen       | 0 - 3 | Trentino              | 0-25, 0-25, 0-25                  |

##### Classifica
| Pos. | Squadra               | Pt | G | V | P | SV | SP | Ratio | PF  | PS  | Ratio |
| ---- | --------------------- | -- | - | - | - | -- | -- | ----- | --- | --- | ----- |
| 1.   | Trentino              | 17 | 6 | 6 | 0 | 18 | 4  | 4,500 | 526 | 377 | 1,395 |
| 2.   | Lokomotiv Novosibirsk | 9  | 6 | 3 | 3 | 11 | 12 | 0,917 | 513 | 461 | 1,113 |
| 3.   | Friedrichshafen       | 6  | 6 | 2 | 4 | 6  | 13 | 0,462 | 228 | 442 | 0,516 |
| 4.   | Karlovarsko           | 4  | 6 | 1 | 5 | 9  | 15 | 0,600 | 524 | 511 | 1,025 |

      Qualificata ai quarti di finale.

### Fase ad eliminazione diretta
Gli accoppiamenti fra le squadre per le sfide dei quarti di finale e gli abbinamenti per i turni successivi sono stati sorteggiati il 12 febbraio 2021 a Lussemburgo.
Sulla base del posizionamento in classifica e dei risultati conseguiti nella fase a gironi, sono state individuate quattro teste di serie (le migliori quattro prime classificate), inserite nell'urna 1, che vengono abbinate tramite sorteggio ad una delle altre quattro formazioni qualificate, inserite nell'urna 2, con queste ultime che disputano la gara d'andata in casa; viene impedito l'abbinamento fra formazioni che si sono già affrontate nella fase a gironi.
| # | Urna 1             | Urna 2         |
| - | ------------------ | -------------- |
| 1 | Zenit-Kazan        | Modena         |
| 2 | ZAKSA              | Lube           |
| 3 | Trentino           | Skra Bełchatów |
| 4 | Sir Safety Perugia | Charlottenburg |

#### Tabellone
|  | Quarti | Quarti             | Quarti | Quarti |  |    | Semifinali  | Semifinali         | Semifinali | Semifinali |  |    | Finale | Finale   | Finale |
|  |        |                    |        |        |  |    |             |                    |            |            |  |    |        |          |        |
|  | 1C     | Zenit-Kazan        | 3      | 3      |  |    |             |                    |            |            |  |    |        |          |        |
|  | 1C     | Zenit-Kazan        | 3      | 3      |  |    |             |                    |            |            |  |    |        |          |        |
|  | 2A     | Skra Bełchatów     | 1      | 2      |  |    |             |                    |            |            |  |    |        |          |        |
|  | 2A     | Skra Bełchatów     | 1      | 2      |  | 1C | Zenit-Kazan | 2                  | 3          |            |  |    |        |          |        |
|  |        |                    |        |        |  | 1C | Zenit-Kazan | 2                  | 3          |            |  |    |        |          |        |
|  |        |                    |        |        |  |    | 1A          | ZAKSA              | 3          | 2          |  |    |        |          |        |
|  | 1A     | ZAKSA              | 3      | 0      |  |    | 1A          | ZAKSA              | 3          | 2          |  |    |        |          |        |
|  | 1A     | ZAKSA              | 3      | 0      |  |    |             |                    |            |            |  |    |        |          |        |
|  | 2B     | Lube               | 1      | 3      |  |    |             |                    |            |            |  |    |        |          |        |
|  | 2B     | Lube               | 1      | 3      |  |    |             |                    |            |            |  | 1A | ZAKSA  | 3        |        |
|  |        |                    |        |        |  |    |             |                    |            |            |  | 1A | ZAKSA  | 3        |        |
|  |        |                    |        |        |  |    |             |                    |            |            |  |    | 1E     | Trentino | 1      |
|  | 1E     | Trentino           | 3      | 3      |  |    |             |                    |            |            |  |    | 1E     | Trentino | 1      |
|  | 1E     | Trentino           | 3      | 3      |  |    |             |                    |            |            |  |    |        |          |        |
|  | 2C     | Charlottenburg     | 1      | 0      |  |    |             |                    |            |            |  |    |        |          |        |
|  | 2C     | Charlottenburg     | 1      | 0      |  | 1E | Trentino    | 3                  | 2          |            |  |    |        |          |        |
|  |        |                    |        |        |  | 1E | Trentino    | 3                  | 2          |            |  |    |        |          |        |
|  |        |                    |        |        |  |    | 1B          | Sir Safety Perugia | 0          | 3          |  |    |        |          |        |
|  | 1B     | Sir Safety Perugia | 0      | 3      |  |    | 1B          | Sir Safety Perugia | 0          | 3          |  |    |        |          |        |
|  | 1B     | Sir Safety Perugia | 0      | 3      |  |    |             |                    |            |            |  |    |        |          |        |
|  | 1D     | Modena             | 3      | 0      |  |    |             |                    |            |            |  |    |        |          |        |
|  | 1D     | Modena             | 3      | 0      |  |    |             |                    |            |            |  |    |        |          |        |

#### Risultati

##### Quarti di finale

###### Andata
| 24 febbraio 2021 Hala Energia, Bełchatów Durata: 1h:49 - Spettatori: ?           | Skra Bełchatów | 1 - 3 | Zenit-Kazan        | 23-25, 25-19, 23-25, 19-25 |
| 24 febbraio 2021 PalaCivitanova, Civitanova Marche Durata: 1h:55 - Spettatori: ? | Lube           | 1 - 3 | ZAKSA              | 23-25, 25-14, 21-25, 21-25 |
| 25 febbraio 2021 Max-Schmeling-Halle, Berlino Durata: 1h:45 - Spettatori: ?      | Charlottenburg | 1 - 3 | Trentino           | 19-25, 23-25, 28-26, 17-25 |
| 23 febbraio 2021 PalaPanini, Modena Durata: 1h:24 - Spettatori: ?                | Modena         | 3 - 0 | Sir Safety Perugia | 25-21, 25-18, 25-22        |

###### Ritorno
| 4 marzo 2021 Centr volejbola Sankt-Peterburg, Kazan' Durata: 1h:55 - Spettatori: 3 000 | Zenit-Kazan        | 3 - 2 | Skra Bełchatów | 22-25, 25-19, 25-17, 13-25, 15-12     |
| 3 marzo 2021 Hala Azoty, Kędzierzyn-Koźle Durata: 1h:51 - Spettatori: ?                | ZAKSA              | 0 - 3 | Lube           | 22-25, 24-26, 24-26 Golden set: 16-14 |
| 4 marzo 2021 PalaTrento, Trento Durata: 1h:16 - Spettatori: ?                          | Trentino           | 3 - 0 | Charlottenburg | 25-22, 25-21, 25-14                   |
| 2 marzo 2021 PalaEvangelisti, Perugia Durata: ? - Spettatori: ?                        | Sir Safety Perugia | 3 - 0 | Modena         | 25-23, 25-18, 25-21 Golden set: 15-5  |

###### Squadre qualificate
- Sir Safety Perugia
- Trentino
- ZAKSA
- Zenit-Kazan

##### Semifinali

###### Andata
| 18 marzo 2021 Centr volejbola Sankt-Peterburg, Kazan' Durata: 2h:20 - Spettatori: 1 900 | Zenit-Kazan | 2 - 3 | ZAKSA              | 25-22, 25-22, 27-29, 22-25, 14-16 |
| 18 marzo 2021 PalaTrento, Trento Durata: 1h:17 - Spettatori: ?                          | Trentino    | 3 - 0 | Sir Safety Perugia | 25-21, 25-16, 25-23               |

###### Ritorno
| 24 marzo 2021 Hala Azoty, Kędzierzyn-Koźle Durata: 2h:34 - Spettatori: ? | ZAKSA              | 2 - 3 | Zenit-Kazan | 17-25, 25-16, 25-21, 28-30, 18-20 Golden set: 15-13 |
| 24 marzo 2021 PalaEvangelisti, Perugia Durata: 2h:08 - Spettatori: ?     | Sir Safety Perugia | 3 - 2 | Trentino    | 25-22, 25-17, 23-25, 17-25, 15-6                    |

###### Squadre qualificate
- Trentino
- ZAKSA

##### Finale
La città e l'impianto sede della Grand Finale sono stati annunciati il 26 febbraio 2021.

###### Grand Finale
| 1º maggio 2021 PalaOlimpia, Verona Durata: 2h:02 - Spettatori: ? | ZAKSA | 3 - 1 | Trentino | 25-22, 25-22, 21-25, 28-26 |

###### Squadra campione
- ZAKSA

## Statistiche
| Rendimento individuale | Rendimento individuale | Rendimento individuale | Rendimento individuale |
| Pos.                   | Nome                   | Punti                  | Squadra                |
| ---------------------- | ---------------------- | ---------------------- | ---------------------- |
| 1                      | Nimir Abdel-Aziz       | 209                    | Trentino               |
| 2                      | Kamil Semeniuk         | 168                    | ZAKSA                  |
| 3                      | Łukasz Kaczmarek       | 159                    | ZAKSA                  |
| 4                      | Aleksander Śliwka      | 146                    | ZAKSA                  |
| 5                      | Wilfredo León          | 138                    | Sir Safety Perugia     |
| 6                      | Ricardo Lucarelli      | 137                    | Trentino               |
| 7                      | Maksim Michajlov       | 130                    | Zenit-Kazan            |
| 8                      | Milad Ebadipour        | 115                    | Skra Bełchatów         |
| 9                      | Srećko Lisinac         | 111                    | Trentino               |
| 10                     | Earvin N'Gapeth        | 109                    | Zenit-Kazan            |

| Attacchi vincenti | Attacchi vincenti | Attacchi vincenti | Attacchi vincenti  |
| Pos.              | Nome              | Punti             | Squadra            |
| ----------------- | ----------------- | ----------------- | ------------------ |
| 1                 | Nimir Abdel-Aziz  | 150               | Trentino           |
| 2                 | Łukasz Kaczmarek  | 132               | ZAKSA              |
| 2                 | Kamil Semeniuk    | 132               | ZAKSA              |
| 4                 | Aleksander Śliwka | 131               | ZAKSA              |
| 5                 | Ricardo Lucarelli | 111               | Trentino           |
| 6                 | Maksim Michajlov  | 109               | Zenit-Kazan        |
| 7                 | Milad Ebadipour   | 105               | Skra Bełchatów     |
| 8                 | Wilfredo León     | 104               | Sir Safety Perugia |
| 9                 | Earvin N'Gapeth   | 97                | Zenit-Kazan        |
| 10                | Daniele Lavia     | 84                | Modena             |

| Muri vincenti | Muri vincenti     | Muri vincenti | Muri vincenti         |
| Pos.          | Nome              | Punti         | Squadra               |
| ------------- | ----------------- | ------------- | --------------------- |
| 1             | Srećko Lisinac    | 29            | Trentino              |
| 2             | Marko Podraščanin | 25            | Trentino              |
| 3             | Nimir Abdel-Aziz  | 22            | Trentino              |
| 4             | Sebastián Solé    | 21            | Sir Safety Perugia    |
| 5             | Jakub Kochanowski | 20            | ZAKSA                 |
| 5             | Kamil Semeniuk    | 20            | ZAKSA                 |
| 7             | Dmitrij Lyzik     | 18            | Lokomotiv Novosibirsk |
| 8             | Wilfredo León     | 16            | Sir Safety Perugia    |
| 9             | Łukasz Kaczmarek  | 15            | ZAKSA                 |
| 9             | Fabio Ricci       | 15            | Sir Safety Perugia    |
| 9             | Taylor Sander     | 15            | Skra Bełchatów        |

| Battute vincenti | Battute vincenti     | Battute vincenti | Battute vincenti   |
| Pos.             | Nome                 | Punti            | Squadra            |
| ---------------- | -------------------- | ---------------- | ------------------ |
| 1                | Nimir Abdel-Aziz     | 37               | Trentino           |
| 2                | Wilfredo León        | 18               | Sir Safety Perugia |
| 3                | Maksim Michajlov     | 16               | Zenit-Kazan        |
| 3                | Kamil Semeniuk       | 16               | ZAKSA              |
| 5                | Ricardo Lucarelli    | 14               | Trentino           |
| 6                | Mateusz Bieniek      | 13               | Skra Bełchatów     |
| 7                | Łukasz Kaczmarek     | 12               | ZAKSA              |
| 7                | Oleh Plotnyc'kyj     | 12               | Sir Safety Perugia |
| 9                | Jakub Kochanowski    | 11               | ZAKSA              |
| 9                | Srećko Lisinac       | 11               | Trentino           |
| 9                | Vitalij Mel'nikov    | 11               | Kaposvár           |
| 9                | Robertlandy Simón    | 11               | Lube               |
| 9                | Matthijs Verhanneman | 11               | Roeselare          |